# Force India VJM05
Der Force India VJM05 ist der fünfte Formel-1-Rennwagen des indischen Teams Force India. Er wurde am 3. Februar 2012 auf dem Silverstone Circuit der Öffentlichkeit vorgestellt und in der Formel-1-Saison 2012 eingesetzt, Motorenlieferant war Mercedes.

## Technik und Entwicklung
Der Force India VJM05 ist das Nachfolgemodell des Force India VJM04. Auffällig an dem Wagen sind die „Höcker“ im Bereich der Vorderradaufhängung. Der Force India VJM05 wurde unter der Leitung des technischen Direktors Andrew Green entwickelt. Chefdesigner des Autos waren Ian Hall und Akio Haga.
Das Getriebe stammt von McLaren, den Treibstoff und die Schmierstoffe lieferte ExxonMobil. Der Motor, ein 2,4 Liter-V8-Motor, und das KERS stammen von Mercedes AMG HPP. Die Reifen stellte wie bei allen anderen Teams Pirelli bereit.

## Lackierung und Sponsoring
Der Force India VJM05 war in den Farben der indischen Flagge Orange, Weiß und Grün lackiert. Der Titelsponsor und Anteilseigner Sahara India Pariwar war als Sponsor auf den Seitenkästen vertreten. Weitere Großsponsoren des Teams waren Kingfisher Airlines sowie die Spirituosen-Hersteller Vladivar Vodka und Whyte and Mackay, Unternehmen, die dem Teamchef Vijay Mallya nahestehen.

## Fahrer
Neben Paul di Resta, der bereits im Vorjahr Stammpilot des Teams war, erhielt Nico Hülkenberg das zweite Force-India-Cockpit. Hülkenberg war zuvor Testfahrer des Rennstalls. Das Rollout des Force India VJM05 fand am Tag der Präsentation durch di Resta in Silverstone statt.

## Ergebnisse
| Fahrer               | Nr.                  | 1   | 2 | 3  | 4  | 5  | 6 | 7  | 8 | 9   | 10 | 11 | 12 | 13  | 14 | 15 | 16 | 17 | 18  | 19 | 20  | Punkte | Rang |
| -------------------- | -------------------- | --- | - | -- | -- | -- | - | -- | - | --- | -- | -- | -- | --- | -- | -- | -- | -- | --- | -- | --- | ------ | ---- |
| Formel-1-Saison 2012 | Formel-1-Saison 2012 |     |   |    |    |    |   |    |   |     |    |    |    |     |    |    |    |    |     |    |     | 109    | 7.   |
| P. di Resta          | 11                   | 10  | 7 | 12 | 6  | 14 | 7 | 11 | 7 | DNF | 11 | 12 | 10 | 8   | 4  | 12 | 12 | 12 | 9   | 15 | 19* | 109    | 7.   |
| N. Hülkenberg        | 12                   | DNF | 9 | 15 | 12 | 10 | 8 | 12 | 5 | 12  | 9  | 11 | 4  | 21* | 14 | 7  | 6  | 8  | DNF | 8  | 5   | 109    | 7.   |

| Legende  | Legende            | Legende                                                          |
| Farbe    | Abkürzung          | Bedeutung                                                        |
| -------- | ------------------ | ---------------------------------------------------------------- |
| Gold     | –                  | Sieg                                                             |
| Silber   | –                  | 2. Platz                                                         |
| Bronze   | –                  | 3. Platz                                                         |
| Grün     | –                  | Platzierung in den Punkten                                       |
| Blau     | –                  | Klassifiziert außerhalb der Punkteränge                          |
| Violett  | DNF                | Rennen nicht beendet (did not finish)                            |
| Violett  | NC                 | nicht klassifiziert (not classified)                             |
| Rot      | DNQ                | nicht qualifiziert (did not qualify)                             |
| Rot      | DNPQ               | in Vorqualifikation gescheitert (did not pre-qualify)            |
| Schwarz  | DSQ                | disqualifiziert (disqualified)                                   |
| Weiß     | DNS                | nicht am Start (did not start)                                   |
| Weiß     | WD                 | zurückgezogen (withdrawn)                                        |
| Hellblau | PO                 | nur am Training teilgenommen (practiced only)                    |
| Hellblau | TD                 | Freitags-Testfahrer (test driver)                                |
| ohne     | DNP                | nicht am Training teilgenommen (did not practice)                |
| ohne     | INJ                | verletzt oder krank (injured)                                    |
| ohne     | EX                 | ausgeschlossen (excluded)                                        |
| ohne     | DNA                | nicht erschienen (did not arrive)                                |
| ohne     | C                  | Rennen abgesagt (cancelled)                                      |
| ohne     | keine WM-Teilnahme |                                                                  |
| sonstige | P/fett             | Pole-Position                                                    |
| sonstige | 1/2/3/4/5/6/7/8    | Punktplatzierung im Sprint-/Qualifikationsrennen                 |
| sonstige | SR/kursiv          | Schnellste Rennrunde                                             |
| sonstige | *                  | nicht im Ziel, aufgrund der zurückgelegten Distanz aber gewertet |
| sonstige | ()                 | Streichresultate                                                 |
| sonstige | unterstrichen      | Führender in der Gesamtwertung                                   |